# Dekanat Bełżyce
Dekanat Bełżyce – jeden z 28 dekanatów w rzymskokatolickiej archidiecezji lubelskiej.

## Parafie
W skład dekanatu wchodzi 12 parafii:
- parafia św. Andrzeja Boboli – Babin
- parafia Nawrócenia św. Pawła Apostoła – Bełżyce
- parafia MB Częstochowskiej – Borzechów
- parafia Trójcy Świętej i Narodzenia NMP – Chodel
- parafia Najświętszego Serca Pana Jezusa – Kłodnica Dolna
- parafia MB Królowej Polski i św. Judy Tadeusza – Łubki
- parafia Wniebowzięcia NMP – Matczyn
- parafia Podwyższenia Krzyża Świętego – Niedrzwica Duża
- parafia św. Bartłomieja Apostoła – Niedrzwica Kościelna
- parafia NMP Matki Kościoła – Palikije Pierwsze
- parafia św. Macieja Apostoła i św. Katarzyny – Ratoszyn Pierwszy
- parafia św. Teodora – Wojciechów

## Sąsiednie dekanaty
Bychawa, Garbów, Kazimierz Dolny, Konopnica, Kraśnik, Opole Lubelskie, Urzędów, Zakrzówek